# Giulia Martinelli
Giulia Martinelli (Rieti, 16 giugno 1991) è una siepista italiana.
Agli assoluti è stata vicecampionessa indoor nei 3000 m nel 2012 ed ha vinto due medaglie di bronzo all'aperto sui 3000 m siepi nel biennio 2009-2010.
Detiene 5 record nazionali, tutti sulle siepi: 2000 m siepi (seniores), 2000 e 3000 m siepi (promesse), 30000 m siepi (juniores) e 2000 m siepi (cadette).
Ha vinto 4 titoli nazionali giovanili: uno ciascuno in allieve e juniores, due promesse.
Era allenata da Andrea Milardi.

## Biografia

### Gli inizi e la prima medaglia ai campionati italiani giovanili
Nel 2005 ha vinto la prima medaglia in un campionato italiano giovanile: bronzo agli italiani cadette di corsa campestre; poi è giunta al quinto posto sia ai nazionali di categoria di corsa in montagna che agli italiani cadette sui 2000 m.

### 2006-2008: primo titolo italiano giovanile
Altro bronzo nazionale giovanile, sempre da cadetta, nel 2006 sui 1000 m e diciannovesima posizione ai nazionali di categoria di corsa campestre.
Vicecampionessa agli italiani allieve nel 2007 sia nei 2000 m siepi che con la staffetta 4x400 m e diciassettesimo posto sui 1000 m agli indoor allieve.
Primo titolo italiano giovanile nel 2008 quando vince i 2000 m siepi allieve; poi altri due argenti, staffetta 4x400 m allieve e 1000 m agli indoor allieve.

### 2009-2010: prima medaglia agli assoluti, vittoria nella Coppa del mediterraneo juniores e mondiali juniores
Prima medaglia agli italiani assoluti nel 2009 di bronzo sui 3000 m siepi (tra i primi 15 migliori tempi italiani femminili all-time sui 3000 m siepi, quasi tutti stabiliti dalla primatista Elena Romagnolo, lei ne detiene due e l'altro appartiene ad Emma Quaglia); argento nella stessa specialità agli italiani juniores. Poi tre piazzamenti nelle finali nazionali juniores: a livello indoor, settima sui 1500 m e dodicesima negli 800 m, quindicesima nei 1500 m all'aperto.
Sempre nel 2010 è stata ventottesima agli Europei juniores di corsa campestre di Albufeira in Portogallo (sesta nella classifica a squadre) e quarta sui 1500 m nella Coppa del Mediterraneo juniores in Tunisia a Tunisi.
Nel 2010, la stagione italiana indoor l'ha vista assente agli italiani juniores ed agli assoluti era iscritta sui 3000 m, ma non ha gareggiato.

All'aperto invece agli italiani juniores ha vinto il titolo sui 3000 m siepi ed è stata vicecampionessa sui 1500 m. Agli assoluti è stata medaglia di bronzo sui 3000 m siepi.
Risiede a Rieti ed il 18 novembre del 2010 è stata arruolata dal Gruppo Sportivo Forestale

### 2011-2012: esordio nella Nazionale assoluta, record nazionale sui 2000 metri siepi ed esclusione dalle olimpiadi londinesi
Il 2011 l'ha vista migliorare in diverse occasioni la migliore prestazione promesse fino a 9'39"21 ottenuto nella tappa finale della IAAF Diamond League a Bruxelles tempo che le aveva consentito di ottenere già il minimo A di partecipazione ai Giochi olimpici di Londra 2012 fissato dalla IAAF in 9'43"00.

Però pur avendo corso nel 2011 sotto il minimo A richiesto dalla FIDAL e soltanto un centesimo sotto nel 2012, è stata esclusa comunque dai partecipanti alle Olimpiadi londinesi.
Sempre nel 2011 è stata quinta sui 5000 m agli assoluti.
A livello internazionale ha partecipato a tre manifestazioni, correndo in tutte sui 3000 m siepi: Europei under 23 di Ostrava in Repubblica Ceca (settima), Universiadi in Cina a Shenzhen (quarta) ed Europeo per nazioni a Stoccolma in Svezia (settima) che è stato il suo esordio nella Nazionale maggiore, dopo le varie partecipazioni a livello giovanile.
Quattro medaglie con due titoli nazionali promesse nel 2012: 3000 m indoor e 3000 m siepi outdoor; argento sui 3000 m agli assoluti indoor, bronzo nella corsa campestre promesse e quattordicesimo posto assoluto; era iscritta sui 3000 m siepi agli assoluti, ma non ha gareggiato.
Agli Europei di Helsinki in Finlandia è uscita in batteria sui 3000 m siepi.

### 2013-2016: assenza dagli assoluti per problemi fisici ed infortuni
Dalla seconda metà del 2013 (anno in cui si è ritirata sia dalla batteria dei 3000 m siepi ai Giochi del Mediterraneo di Mersin in Turchia che dalla finale dei 10 km su strada agli assoluti) continua ad essere condizionata dai problemi fisici e dagli infortuni.

Dal 2013 ad oggi ha saltato tutti gli assoluti, sia indoor (3) che outdoor (2).
Il 21 febbraio del 2016 a Gubbio termina al 33º posto la gara dei campionati italiani assoluti di corsa campestre.

## Record nazionali

### Seniores
- 2000 metri siepi: 6'19"20 ( Rieti, 11 settembre 2011)[7]

### Promesse
- 3000 metri siepi 9'39"21 ( Bruxelles, 16 settembre 2011)[7]
- 2000 metri siepi: 6'19"20 ( Rieti, 11 settembre 2011)[7]

### Juniores
- 3000 metri siepi: 10'05"43 ( Moncton, 22 luglio 2010)[7]

### Cadette
- 2000 metri siepi: 7'43"83 ( Tuzla, 17 settembre 2005)[7]

## Progressione

### 800 metri piani
| Stagione | Tempo   | Luogo  | Data      | Rank. Mond. |
| -------- | ------- | ------ | --------- | ----------- |
| 2011     | 2'13"48 | Modena | 9-10-2011 |             |
| 2009     | 2'17"32 | Rieti  | 17-5-2009 |             |
| 2008     | 2'15"76 | Rieti  | 18-5-2008 |             |
| 2007     | 2'18"24 | Roma   | 13-5-2007 |             |

### 1500 metri piani
| Stagione | Tempo   | Luogo    | Data       | Rank. Mond. |
| -------- | ------- | -------- | ---------- | ----------- |
| 2012     | 4'30"61 | Trento   | 24-7-2012  |             |
| 2011     | 4'23"96 | Macerata | 3-9-2011   |             |
| 2010     | 4'31"37 | Roma     | 9-6-2010   |             |
| 2009     | 4'33"09 | Rieti    | 4-7-2009   |             |
| 2008     | 4'48"50 | Nereto   | 31-7-2008  |             |
| 2007     | 5'02"30 | Rieti    | 18-10-2007 |             |

### 3000 metri siepi
| Stagione | Tempo    | Luogo   | Data      | Rank. Mond. |
| -------- | -------- | ------- | --------- | ----------- |
| 2012     | 9'33"65  | Trento  | 7-8-2012  |             |
| 2011     | 9'13"09  | Trento  | 2-8-2011  |             |
| 2010     | 10'05"43 | Moncton | 22-7-2010 |             |
| 2009     | 10'24"93 | Milano  | 2-8-2009  |             |
| 2008     | 11'31"17 | Rennes  | 20-9-2008 |             |
| 2007     | 11'02"74 | Rieti   | 11-9-2007 |             |

## Palmarès
| Anno | Manifestazione                      | Sede      | Evento       | Risultato | Tempo     | Note   |
| ---- | ----------------------------------- | --------- | ------------ | --------- | --------- | ------ |
| 2009 | Europei juniores                    | Novi Sad  | 3000 m siepi | Batteria  | 11'02"09  | [ 8 ]  |
| 2010 | Mondiali juniores                   | Moncton   | 3000 m siepi | 7ª        | 10'05"43  | [ 9 ]  |
| 2010 | Europei juniores di corsa campestre | Albufeira | Individuale  | 28ª       | 13'58     | [ 10 ] |
| 2010 | Europei juniores di corsa campestre | Albufeira | A squadre    | 6ª        | 128 punti | [ 10 ] |
| 2011 | Europei under 23                    | Ostrava   | 3000 m siepi | 7ª        | 9'53"12   | [ 11 ] |
| 2011 | Universiadi                         | Shenzen   | 3000 m siepi | 4ª        | 9'46"07   | [ 12 ] |
| 2012 | Europei                             | Helsinki  | 3000 m siepi | Batteria  | 9'57"19   | [ 13 ] |
| 2013 | Giochi del Mediterraneo             | Mersin    | 3000 m siepi | dnf       | dnf       | [ 14 ] |

## Campionati nazionali
- 1 volta campionessa promesse sui 3000 m siepi (2012)
- 1 volta campionessa promesse indoor nei 3000 m (2012)
- 1 volta campionessa juniores sui 3000 m siepi (2010)
- 1 volta campionessa allieve sui 2000 m siepi (2008)

2005
- Bronzo ai Campionati italiani cadetti e cadette di corsa campestre, (Sabaudia), 2 km - 7'57"70[15]
- 5ª ai Campionati italiani allievi/e-cadetti/e di corsa in montagna, (Prosto di Piuro), 2405 m - 10'52[16]
- 5ª ai Campionati italiani cadetti e cadette, (Bisceglie), 2000 m - 6'52"85[17]

2006
- 19ª ai Campionati italiani cadetti e cadette di corsa campestre, (Lanciano), 2 km - 7'52[18]
- Bronzo ai Campionati italiani cadetti e cadette, (Bastia Umbra), 1000 m - 3'04"93[19]

2007
- 17ª ai Campionati italiani allievi-juniores-promesse indoor, (Genova), 1000 m - 3'13"21[20]
- Argento ai Campionati italiani allievi e allieve, (Cesenatico), 2000 m siepi - 7'17"71[21]
- Argento ai Campionati italiani allievi e allieve, (Cesenatico), 4x400 m - 4'02"94[22]

2008
- Argento ai Campionati italiani allievi-juniores-promesse indoor, (Ancona), 1000 m - 2'58"95[23]
- Oro ai Campionati italiani allievi e allieve, (Rieti), 2000 m siepi - 7'20"37[24]
- Argento ai Campionati italiani allievi e allieve, (Rieti), 4x400 m - 3'58"23[25]

2009
- 7ª ai Campionati italiani allievi-juniores-promesse indoor, (Ancona), 1500 m 4'50"28[26]
- 12ª ai Campionati italiani allievi-juniores-promesse indoor, (Ancona), 800 m - 2'23"28[27]
- 13ª ai Campionati italiani juniores e promesse, (Rieti), 1500 m - 4'51"74[28]
- Argento ai Campionati italiani juniores e promesse, (Rieti), 3000 m siepi - 10'46"59[29]
- Bronzo ai Campionati italiani assoluti, (Milano), 3000 m siepi - 10'24"93[30]

2010
- Argento ai Campionati italiani juniores e promesse, (Pescara), 1500 m - 4'31"70[31]
- Oro ai Campionati italiani juniores e promesse, (Pescara), 3000 m siepi - 10'15"36[32]
- ai Campionati italiani assoluti, (Grosseto),
3000 m siepi - 10'05"49 [33]

2011
- 5ª ai Campionati italiani assoluti, (Torino),
5000 m - 16'18"97[34]

2012
- Argento ai Campionati italiani assoluti e promesse indoor, (Ancona), 3000 m - 9'18"91[35]
- Oro ai Campionati italiani assoluti e promesse indoor, (Ancona), 3000 m - 9'18"91[36]
- Bronzo ai Campionati italiani assoluti di corsa campestre, (Borgo Valsugana), 8 km - 29'47[37]
- 14ª ai Campionati italiani assoluti di corsa campestre, (Borgo Valsugana), 8 km - 29'47[38]
- Oro ai Campionati italiani juniores e promesse, (Misano Adriatico), 3000 m siepi  - 10'03"77[39]

2013
- In finale ai Campionati italiani assoluti 10 km su strada, (Molfetta), 10 km - r[40]

2016
- 33ª ai Campionati italiani di corsa campestre, (Gubbio), 8 km - 27'30[41]

## Altre competizioni internazionali
2005
- 6ª nella Coppa dei Campioni juniores, ( Tuzla), 2000 m siepi - 7'43"83[42]

2009
- Oro nella Coppa del Mediterraneo juniores,
( Madrid), 3000 m siepi - 10'40"61[43]

2010
- 4ª nella Coppa del Mediterraneo juniores,
( Tunisi), 1500 m - 4'32"19[44]
- Oro nella Coppa dei Campioni juniores,
( Rieti), 3000 m siepi - 10'31"81[45]

2011
- 18ª al Cross Campaccio, ( San Giorgio su Legnano), 22'02[46] ( Bronzo nella categoria juniores)
- 6ª al Memorial Primo Nebiolo ( Torino),
3000 m siepi - 9”52'51[47]
- 7ª all'Europeo per nazioni ( Stoccolma),
3000 m siepi - 9'52"78[48]
- 9ª alla IAAF Diamond League Final ( Bruxelles), 3000 m siepi - 9'39"21[3]

2012
- 15ª al Cross Campaccio, ( San Giorgio su Legnano), 21'27[49] ( Oro nella categoria promesse)